# اوالد آو

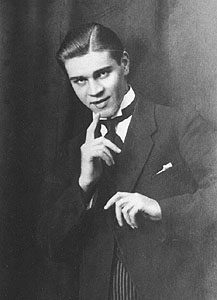

اوالد آو ‏(Evald Aav)‏ (۲۲ فوریه ۱۹۰۰ - ۲۱ مارس ۱۹۳۹) آهنگساز استونیایی متولد تالین بود. وی در کنسرواتوار تالین زیر نظر آرتور کاپ به تحصیل آهنگسازی پرداخت. وی در سال ۱۹۲۸ اپرای وایکینگ‌ها را ساخت که اولین اپرای ملی استونی محسوب می‌شود.